# 10444 de Hevesy
10444 de Hevesy è un asteroide della fascia principale. Scoperto nel 1973, presenta un'orbita caratterizzata da un semiasse maggiore pari a 3,1828450 UA e da un'eccentricità di 0,0424526, inclinata di 6,26313° rispetto all'eclittica.